# Hicom

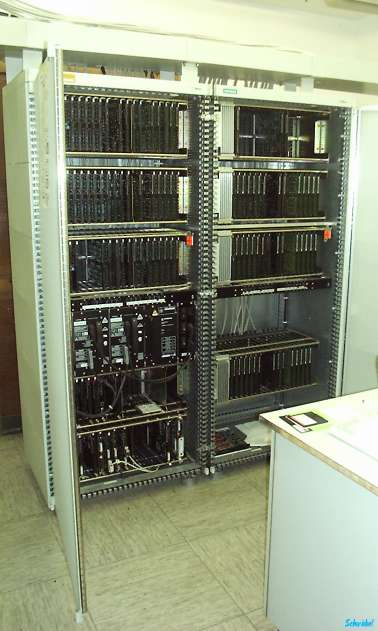
Hicom-System für etwa 1.200 Teilnehmer

Hicom war eine Telefonanlagenfamilie der Siemens AG für private Kommunikationsnetze, die vor allem in den 1980er und 90er Jahren vertrieben wurde. Sie beruhte auf digitaler Vermittlungstechnik und ISDN-Leistungsmerkmalen. Unter dem Namen Hicom vermarktete Siemens sowohl die Vermittlungssysteme als auch die zusätzlich zu den üblichen analogen Telefonen neu entwickelten digitalen Endgeräte.
Hicom-Systeme wurden und werden in Industrie, Wirtschaft und Verwaltung auf der gesamten Breite des Marktes eingesetzt, von Kleinstanlagen für privat oder für kleine Betriebe über den Mittelstand bis hin zu Großanlagen und weltweiten Unternehmensnetzen. Sie sind in mehr als 70 Ländern eingeführt.

## Geschichte
Die ersten ISDN-Hicom-Anlagen waren die große Hicom 600 und die kleine Hicom 180, die ab 1986 vertrieben und installiert wurden. Als die Baustufenordnung außer Kraft gesetzt wurde, wurden die großen Anlagen als Hicom 300 vermarktet. Erste digitale Endgeräte für diese Anlage waren die beiden digitalen Telefone digite 211 und digite 260 mit zweiadrigem Anschluss. Zusätzlich gab es das multifunktionale Bildschirm-Terminal Hicom MT 3510.
1988 wurde die mittelgroße ISDN-Anlage Hicom 200 in den Markt eingeführt, diese kam zuerst mit dem zweiadrigen digitalen Fernsprecher set 421, der 1991 von dem steckerkompatiblen set 451 abgelöst wurde. Dieser neue Fernsprecher war auch an der Hicom 300 anschließbar.
1988 wurde neben der Hicom 200 auch die kleine, noch nicht ISDN-fähige Hicom 100 in den Markt eingeführt. Mit ihrem noch analogem Koppelfeld kam sie zuerst mit den vieradrig angeschlossenen Telefonen set 181 und 191, die 1992 bei der HiCom 125/130 vom set 151 abgelöst wurden. Die Hicom 100 erhielt erst 1994 ein digitales Koppelfeld und einen ISDN-Amtskopf.
1995 wurden alle drei Hicom-Anlagen auf die einheitliche digitale Telefonfamilie optiset E mit zweidrähtigem Anschluss umgestellt; im Zuge dieser Umstellung wurde die Hicom 300 zur 300E, die Hicom 200 zur 200E und die Hicom 100 zur 100E weiterentwickelt. Nachdem sich aber die Wartbarkeit der Hicom 200E für indirekte Vertriebskanäle als sehr komplex zeigte, portierte man 1996 die Software der Hicom 100E auf die Hardware der Hicom 200E und nannte diese Anlage Hicom 150 M; diese löste die Hicom 200E ab. Hicom 100E und 150M wurden 1997 durch die Hicom 150E abgelöst, die sowohl das Segment der kleinen als auch das der mittelgroßen Anlagen durch ein einziges System abdeckte. Schließlich wurden Hicom 150E und 300E Ende der 1990er Jahre weiterentwickelt zur Hicom 150H bzw. 300H; sie waren damit vorbereitet auf die Migration zur nachfolgenden, auf Voice-over-IP ausgerichteten HiPath-Systemfamilie. Wenig später kam auch eine neue Telefongeneration; nach über 10 Mio. optiset-E-Telefonen wurde diese Telefonfamilie durch die optipoint-Telefone abgelöst, die steckerkompatibel mit den optiset-E-Telefonen waren.

### Telekom-Ableger
Die Anlagen vom Typ Hicom 100E und Hicom 150E/H sowie die Hicom 300 wurden unter dem Produktnamen Octopus E auch von der Deutschen Telekom vermarktet. Als Telefone wurden die mit den optiset-E-Telefonen elektrisch identischen Octophon-Telefone geliefert, aber mit eigenem Gehäusedesign. Die Hicom-200-Hardware wurde ebenfalls von der Deutschen Telekom verwendet, jedoch kam hier eine gänzlich andere Software zum Einsatz. Diese basierte auf der Software der Nixdorf-Telefonanlage 8818. Zudem wurden die Hicom 100 (ohne E) sowie die Hicom 300 durch DeTeWe unter dem Namen Varix verkauft. Hier hatten die Set-181/191-Geräte einen im Design modifizierten Hörer.

### Nachfolger
- HiPath